# Araneus pius
Araneus pius este o specie de păianjeni din genul Araneus, familia Araneidae. A fost descrisă pentru prima dată de Karsch, 1878.
Este endemică în New South Wales. Conform Catalogue of Life specia Araneus pius nu are subspecii cunoscute.